# Wolfsquiga
Wolfsquiga ist ein Gemeindeteil der Stadt Parsberg im Landkreis Neumarkt in der Oberpfalz in Bayern. 

## Geographische Lage
Wolfsquiga liegt im Oberpfälzer Jura der Südlichen Frankenalb auf ca. 515 m ü. NHN. Westlich dehnt sich mäßig ansteigend das Waldgebiet „Schwarzholz“ aus. Die Einöde liegt an der Staatsstraße 2234, die in südlicher Richtung nach Parsberg führt und zuvor die Bundesautobahn 3 mit der Ausfahrt 94 „Parsberg“ kreuzt.

## Geschichte
Wolfsquiga ist eine Neugründung des 19. Jahrhunderts an der Straße von Parsberg nach Hohenfels, vermutlich benannt nach der Flur „Wolfs Gwieger“, die auf den 1808–1864 hergestellten topographischen Urpositionsblättern des Königreichs Bayern noch die Einöde eingezeichnet ist. 1883 erscheint Wolfsquiga als amtlicher Ortsteil der Gemeinde Rudenshofen. Diese Gemeinde wurde im Zuge der Gebietsreform in Bayern am 1. Januar 1971 in die Stadt Parsberg eingemeindet.

### Einwohner- und Gebäudezahl
- 1900: 8 Einwohner, 1 Wohngebäude,[3]
- 1925: 6 Einwohner, 1 Wohngebäude,[4]
- 1950: 6 Einwohner, 1 Wohngebäude,[5]
- 1987: 6 Einwohner, 1 Wohngebäude, 2 Wohnungen.[6]

Auch heute besteht Wolfsquiga nur aus einem Anwesen mit 4 Gebäuden.